# 1007
Anul 1007 (MVII) a fost un an obișnuit al calendarului iulian.

## Evenimente

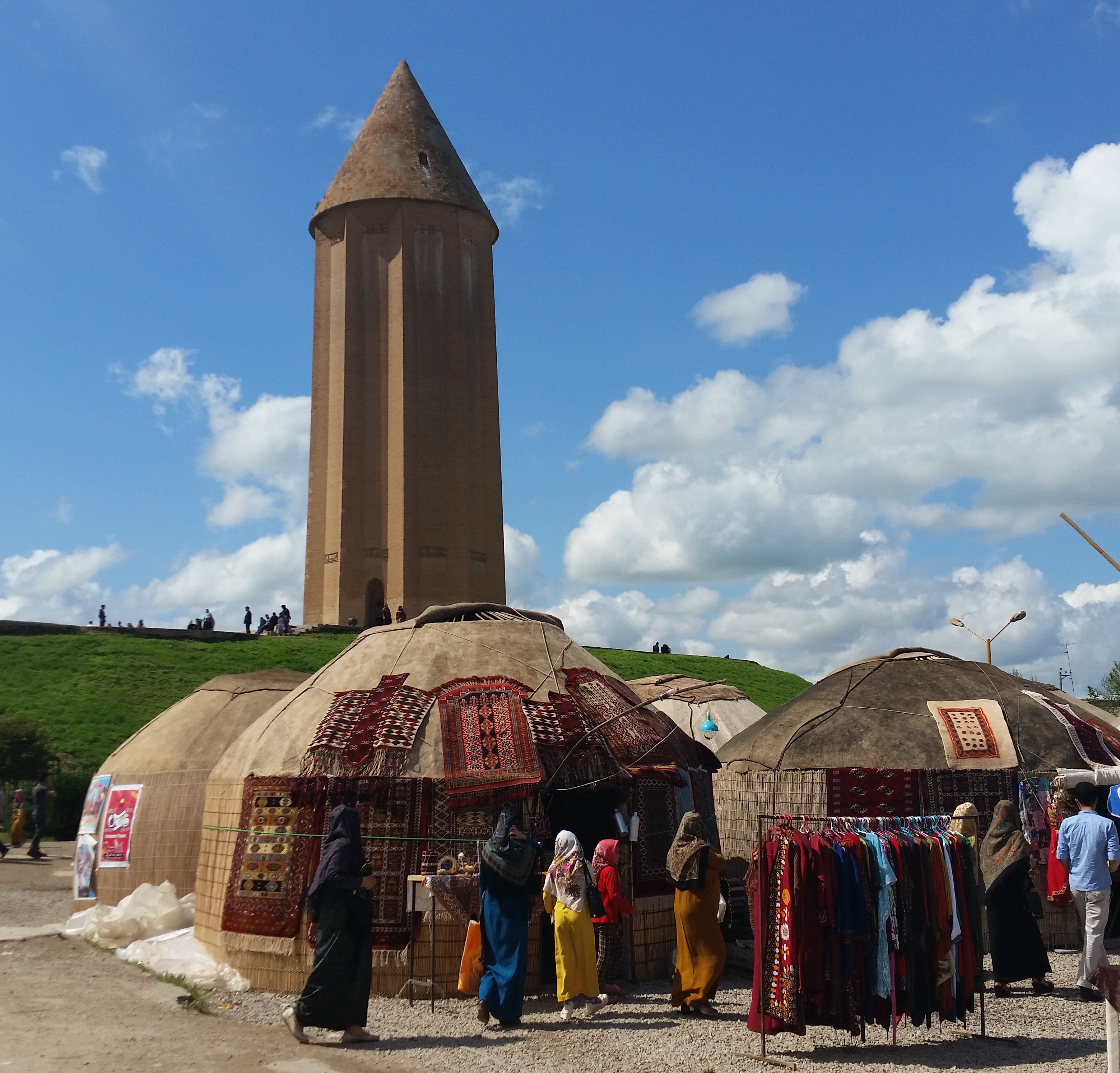
Turnul monumentului Gonbad-e Qabus din Iran

- 1 noiembrie: Regele Henric al II-lea al Germaniei întemeiază Arhiepiscopia Bambergului în timpul unui sinod organizat la Frankfurt.

### Nedatate
- Cartea Kells este furată de la Abația din Kells.
- Ælfheah din Canterbury călătorește la Roma pentru a primi paliul său - simbol al statutului său de arhiepiscop - de la Papa Ioan al XVIII-lea.
- Este construit Turnul monumentului Gonbad-e Qabus din Iran.
- Keraiții, un trib turco-mongol, sunt convertiți la nestorianism (o sectă a creștinismului).
- Regele Æthelred al II-lea plătește vikingilor danezi o sumă de 36.000 de lire sterline de argint pentru a opri alte invazii.

## Nașteri

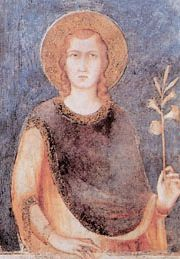
Emeric, print maghiar
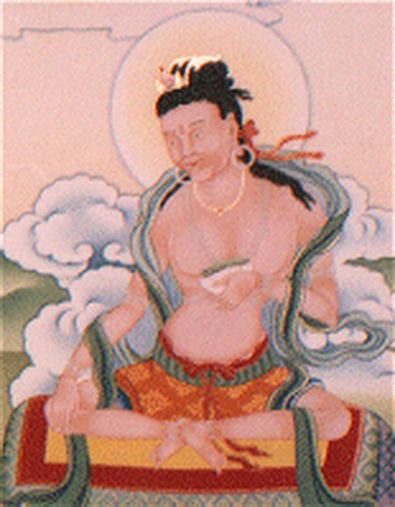
Maitripada, filosof budist indian
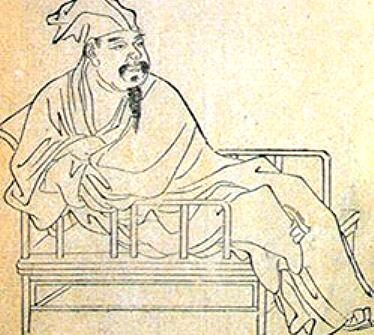
Ouyang Xiu- poet si istoric chinez
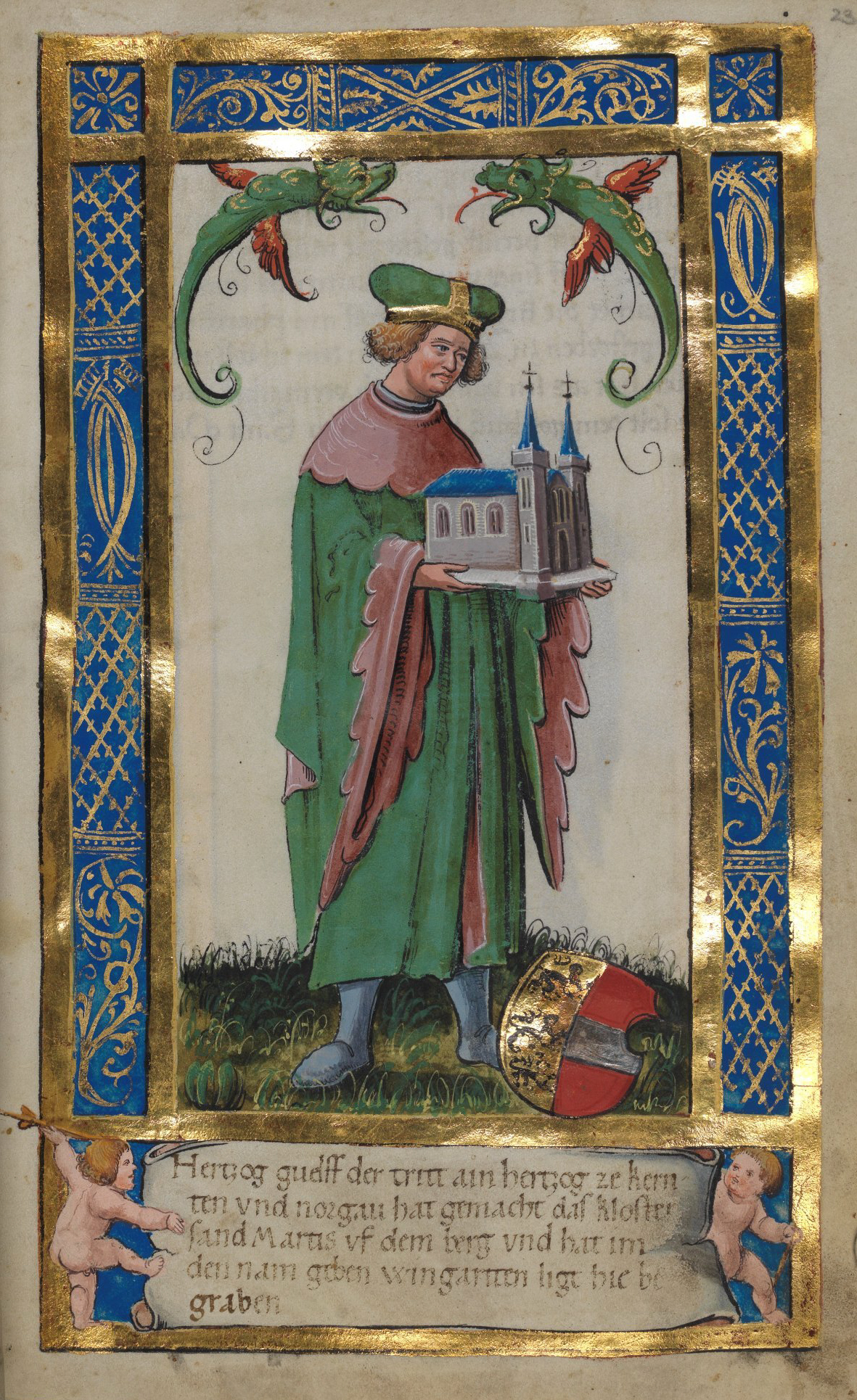
Welf III, duce de Carintia

- Emeric, prinț și co-moștenitor maghiar (d. ?)
- Gervais de Château-du-Loir, nobil francez (d. 1067)
- Giselbert, conte de Luxemburg (d. ?)
- Hughues Capet, rege al Franței (d. 1025)
- Ibn Sidah, lingvist și lexicograf andaluz (d. 1066)
- Isaac I Komnenos, împărat bizantin (d. ?)
- Maitripada, filosof budist indian (d. 1085)
- Ouyang Xiu, istoric și poet chinez (d. 1072)
- Peter Damian, cardinal-episcop de Ostia (d. 1073)
- Welf III, duce de Carintia (d. ?)

## Decese
- 27 februarie: Ælfwaru, nobilă engleză (n. ?)
- 20 martie: Abu Rakwa, prinț omayyad andaluz (n. ?)
- 21 iulie: Gisela de Burgundia, ducesă de Bavaria (n. ?)
- 31 octombrie: Heriger, stareț de Lobbes (Belgia), (n. ?)
- Attilanus, episcop de Zamora (Spania), (n. 937)
- Badi 'al-Zaman al-Hamadani, poet persan (n. 969)
- Guo, împărăteasa dinastiei Song (n. 975)
- Manjutakin, general și guvernator fatimid (n. ?)
- Maslama al-Majriti, chimist andaluz (n. ?)
- Pelayo Rodríguez, conte (vine) din León (n. ?)
- Sebestyén, arhiepiscop de Esztergom (n. ?)
- Urraca Fernández, regina consort al Navarrei (n. ?)